# Lydella setosa
Lydella setosa là một loài ruồi trong họ Tachinidae.